# 10-й гвардейский танковый полк
10-й гвардейский танковый полк — тактическое формирование Сухопутных войск Российской Федерации.

## История
10-й танковый полк создан 10 августа 2022 года. Первоначально находился в составе 6-й мотострелковой дивизии 3-го армейского корпуса. Затем подчинялся 20-й гвардейской мотострелковой дивизии в 2023 году. На начало 2024 года 10-й танковый полк подчинялся 1-му армейскому корпусу.
При формировании в состав полка вошёл 2-й танковый батальон «Волга» из добровольцев Тверской области и танковый батальон имени Кузьмы Минина из добровольцев Нижегородской области.
Полк участвовал в боях за Авдеевку. По сообщению Министерства обороны Великобритании, полк понёс большие потери бронетехники в боях марта 2023 года, безуспешно пытаясь окружить город с юга.. Весь остаток 2023 года полк продолжал боевые действия на авдеевском направлении. По итогам боёв за Авдеевку 10-му танковому полку объявлена благодарность Верховного главнокомандующего Вооружёнными силами в поздравительной телеграмме генерал-полковнику А. Н. Мордвичёву от 17 февраля 2024 года.
К 10 июня 2024 10-й танковый полк занял Парасковиевку Покровского района, по утверждению Белоусова.
16 января 2025 года Указом президента Российской Федерации полку присвоено почётное наименование «гвардейский» за «массовый героизм и отвагу, стойкость и мужество проявленные личным составом полка в боевых действиях по защите Отечества и государственных интересов в условиях вооружённых конфликтов».

## Командиры
- 2022 — 10 января 2025 — полковник Григорий Валерьевич Вахраков[13]